# Leucania irregularis
Leucania irregularis là một loài bướm đêm trong họ Noctuidae.